# Schloss Gevelinghausen

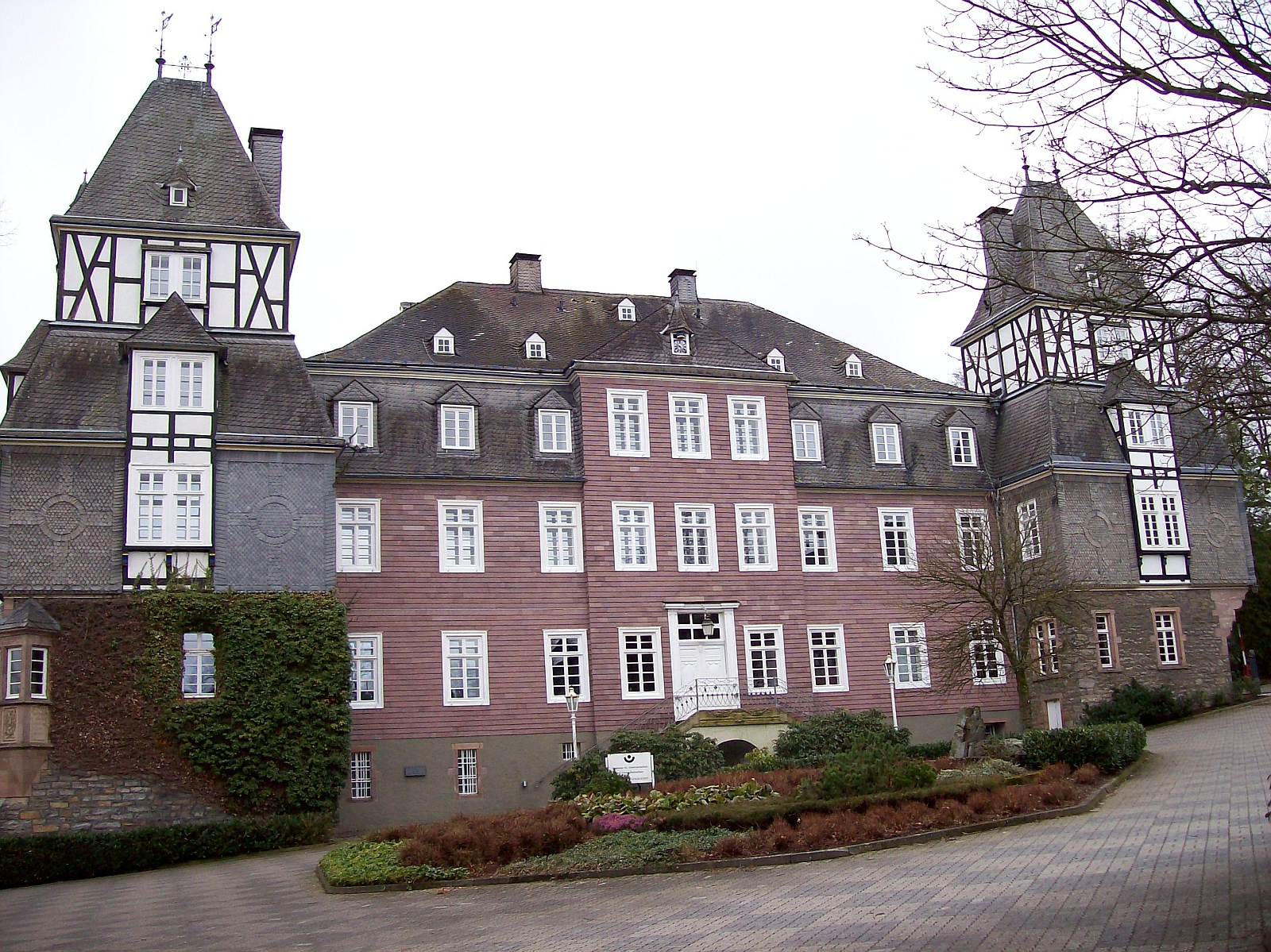
Schloss Gevelinghausen

Schloss Gevelinghausen liegt im Ortsteil Gevelinghausen der Stadt Olsberg im Sauerland (Nordrhein-Westfalen). Neben der Schlosskapelle steht das Naturdenkmal Eiche an der Schlosskapelle.

## Geschichte

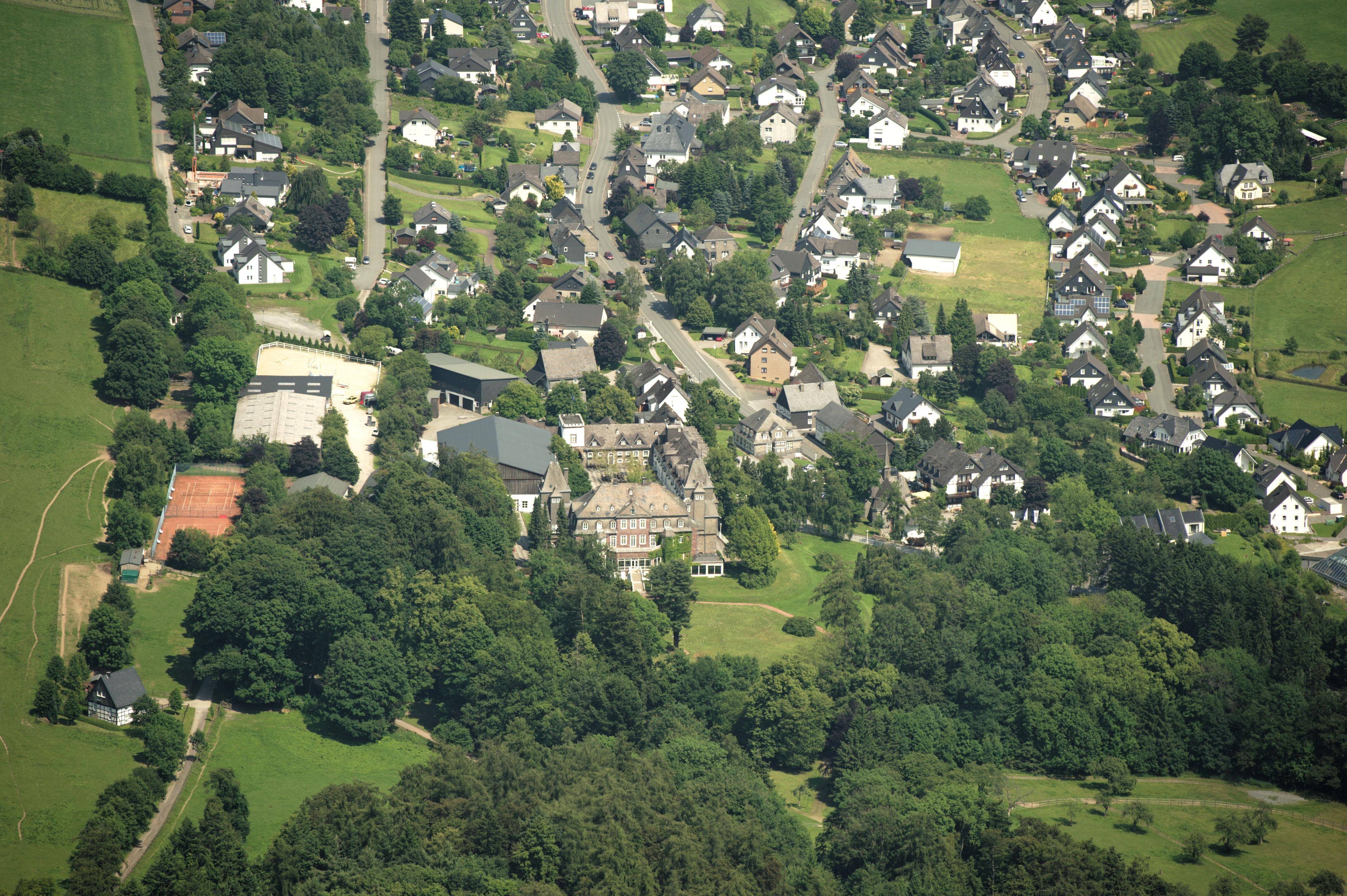
Schloss Gevelinghausen, Schrägluftbild

Das von den Rittern von Gevelinghausen erbaute Schloss wurde 1299 erstmals urkundlich erwähnt. Graf Ludwig von Arnsberg tauschte 1299 mit dem Stift Meschede das Rittergut Gevelinghausen gegen das Rittergut Ostwig.
Im 17. Jahrhundert wurde die bereits 1543 vorhandene Schlosskapelle St. Maria Magdalena neu errichtet. 1796 erwarb Freiherr von Wendt-Papenhausen das Schloss. Die Dichterin Annette von Droste-Hülshoff, deren Bruder mit Caroline geb. Freiin von Wendt-Gevelinghausen verheiratet war, hielt sich in den Jahren 1824 und 1831 als Gast im Schloss auf. 1872 wurde Conrad Freiherr von Wendt auf Schloss Gevelinghausen geboren. 1985 wurde das Anwesen aus wirtschaftlichen Gründen von der Familie von Wendt verkauft. In den folgenden Jahren verpachteten die neuen Eigentümer das Schloss an die Verwaltungs-Berufsgenossenschaft, die hier ein Ausbildungszentrum einrichtete, es entstand außerdem ein Schlosshotel.

## Architektur und Beschreibung
Ab 1371 war das Haus befestigt. Der große, mit Sandsteinplatten verkleidete Fachwerkbau ist mit einem Mansardwalmdach gedeckt. Der dreigeschossige Mittelrisalit ist inschriftlich auf 1810 datiert. Das Hauptgeschoss der turmartigen, quadratischen Eckbauten wurde verschiefert. Auf dem vorgelagerten, weiten Wirtschaftshof steht ein zinnenbekrönter Torturm in der Portalachse. Süd- und Ostflügel wurden gegen Ende des 19. Jahrhunderts gebaut. Hinter dem Herrenhaus ist ein kleiner Landschaftspark mit Teichen angelegt. Das südöstlich gelegene Verwalterhaus ist ein eingeschossiges Fachwerkhaus mit Mansardwalmdach, es wurde am Anfang des 19. Jahrhunderts errichtet und zum Ende des 19. Jahrhunderts nach Westen erweitert.

## Bildergalerie

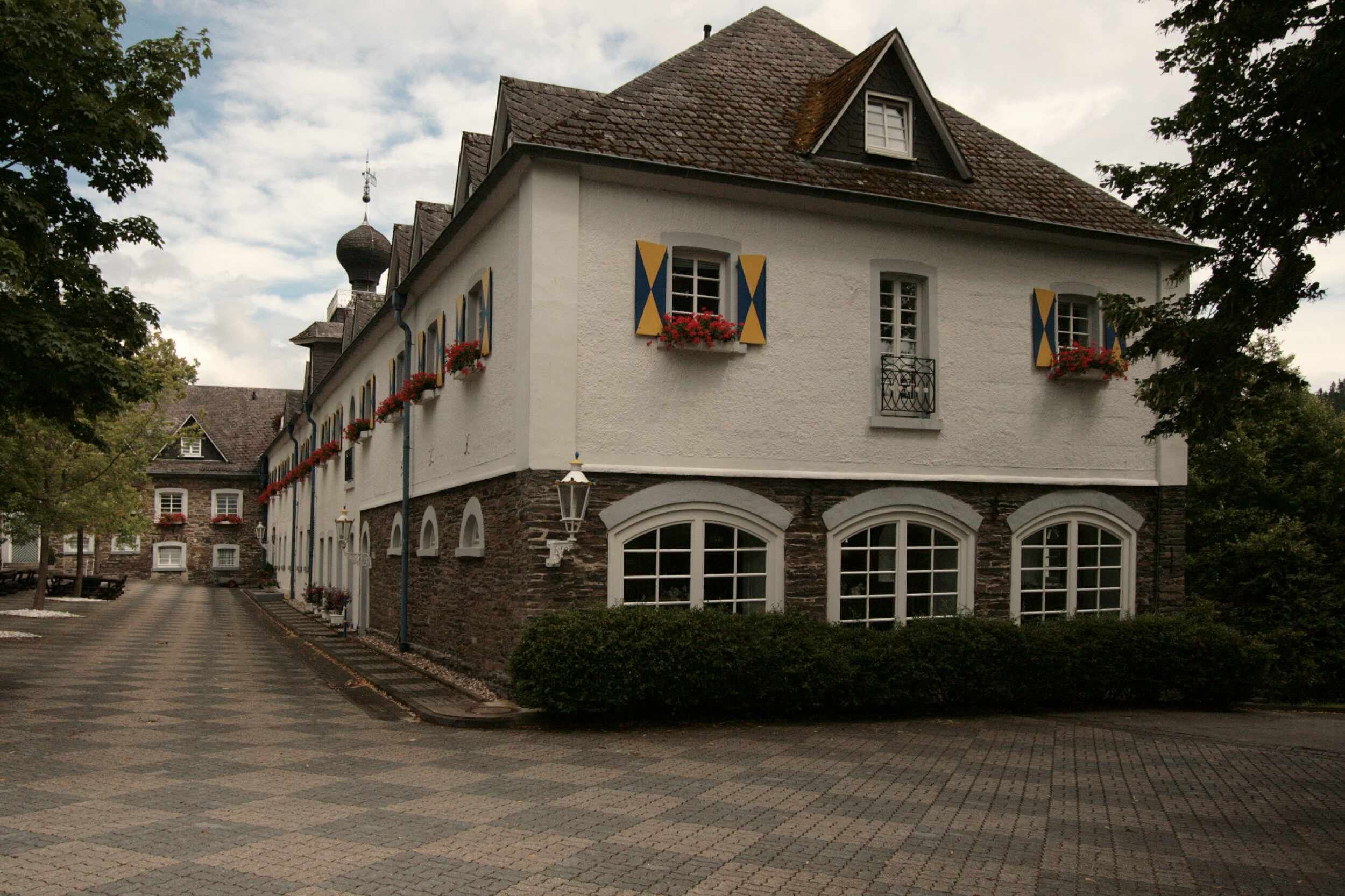
Schlosshotel
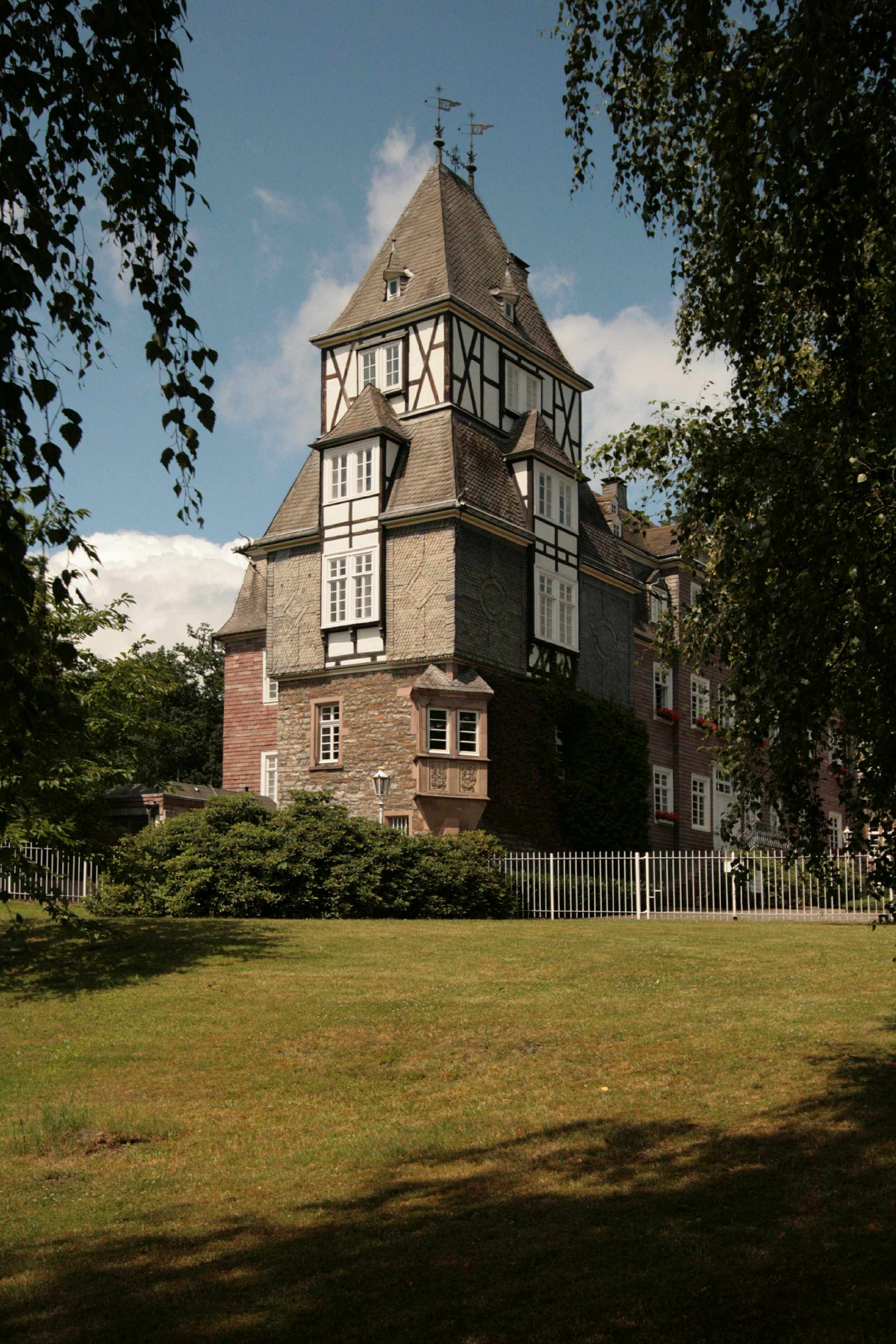
Seitenansicht
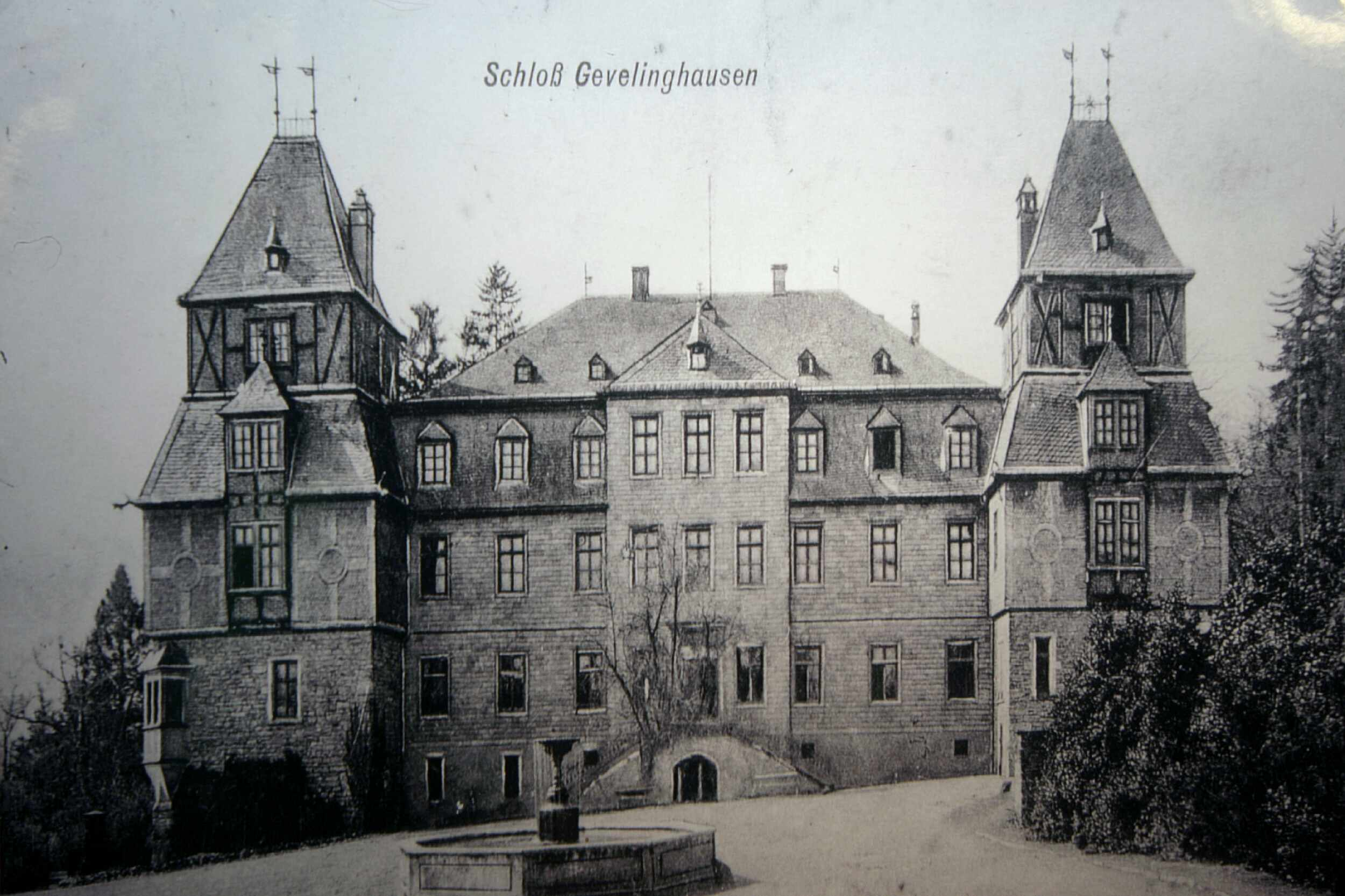
Historisches Foto
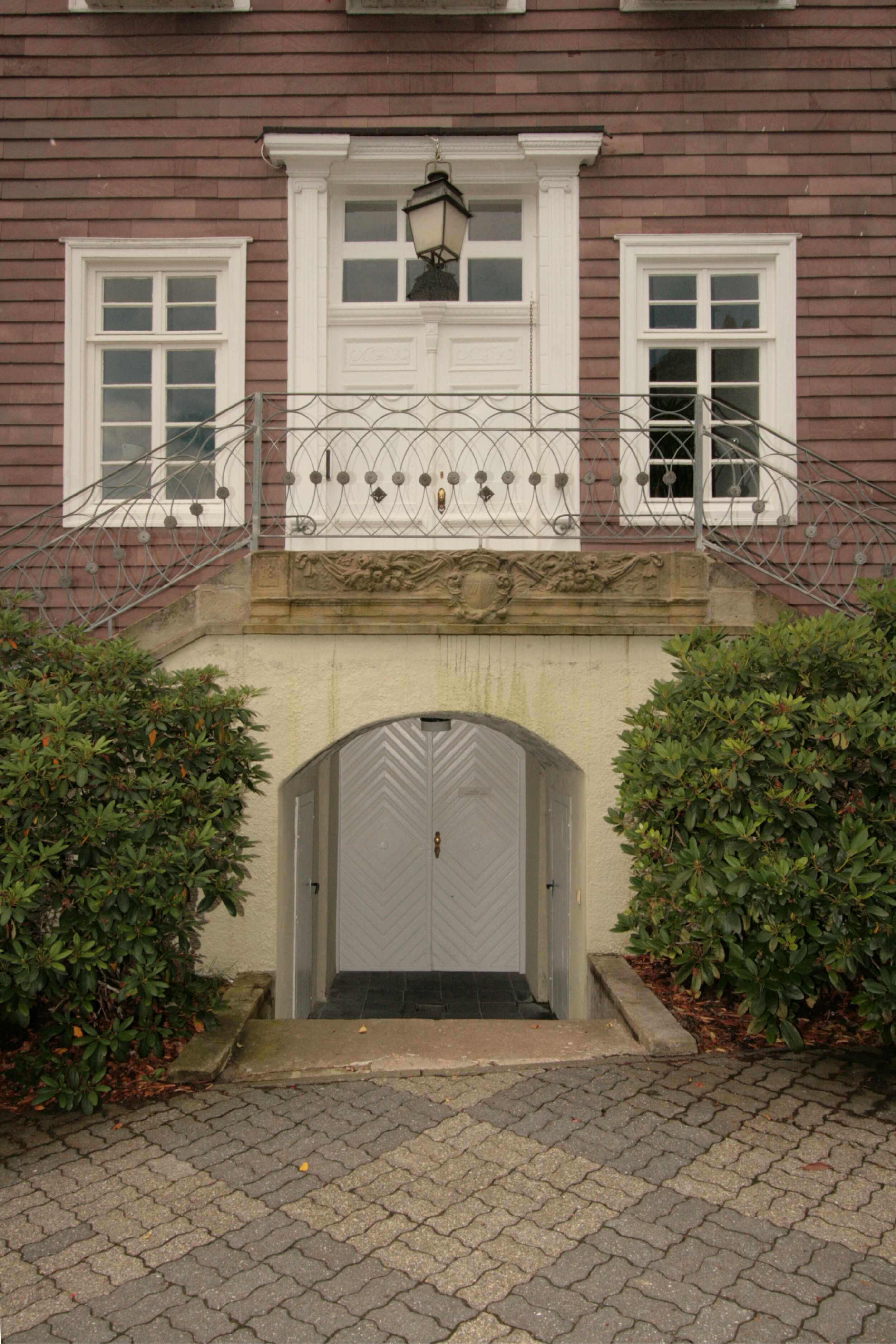
Eingang
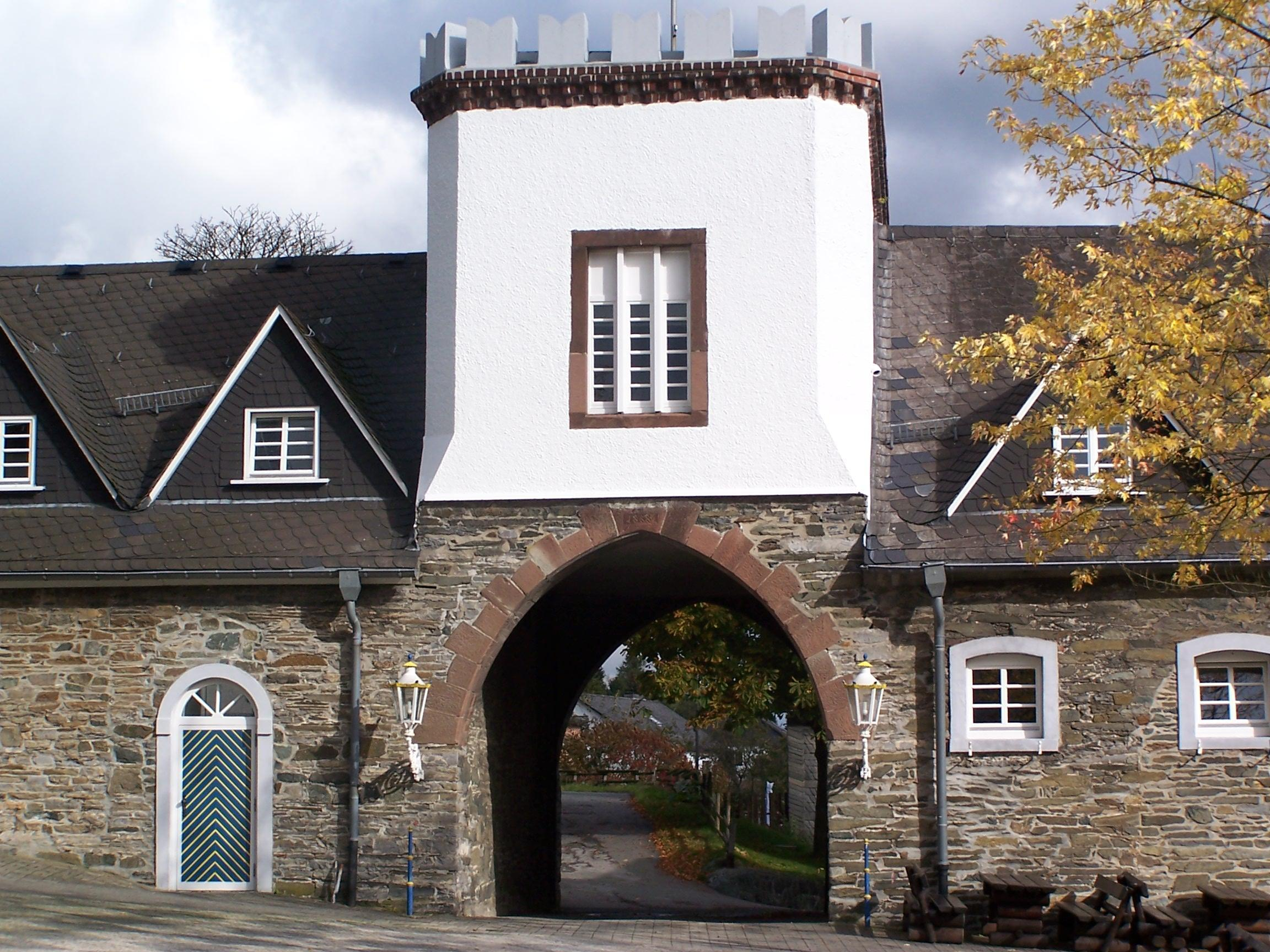
Tor
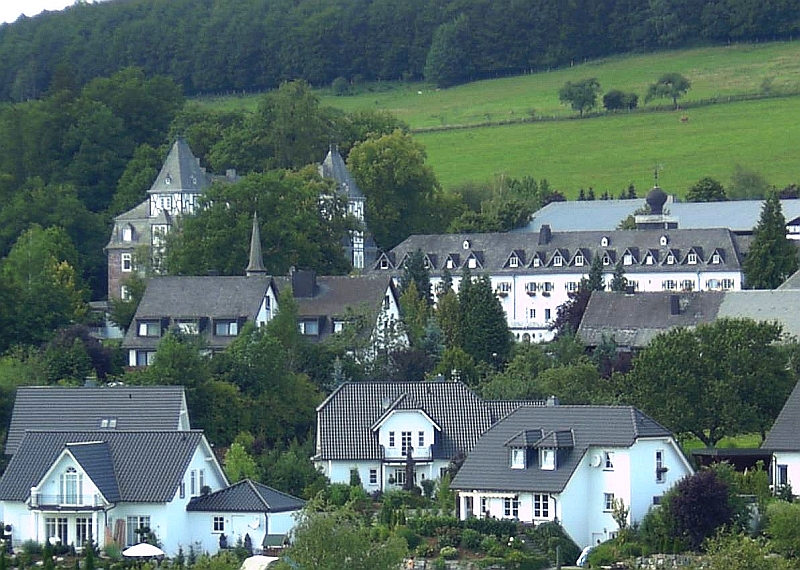
Fernansicht